# Aplousina inornamentata
Aplousina inornamentata är en mossdjursart som beskrevs av Tilbrook 2006. Aplousina inornamentata ingår i släktet Aplousina och familjen Calloporidae. Inga underarter finns listade i Catalogue of Life.